# 富士出版
富士出版（ふじしゅっぱん）は、通信販売専門の日本の出版社である。社長は若月利治（わかつき としじ）。
設立以来長らく東京都豊島区高田を拠点としていたが近年埼玉県川越市笠幡201-3に移転した。

## 概説
正確な社名は株式会社イチフジであり、「富士出版」は言わば書籍の販売に当たってのレーベル名である。冒頭記述の通り、販路は通販のみで書店売りは行っていない。特に浮世絵春画や熟女ヌード写真集の通販会社としては草分けと言える出版社である。
1990年代以降、函入り、価格一万円以上の熟女ヘアヌード写真集を次々と刊行している。
熟女ヌードは主として赤石恭生が撮影。
撮影者として同名義がクレジットされている場合が多いが、他社でこの名を見る事が無い点から判断すると架空の名義であると推察され、未だホームページを持たない同社のイメージと相まりその正体は謎に包まれている。

## 主たる出版物
- 人妻との秘密　山野紅子　1994
- あゝ熟女　真性・人妻写真集　赤石恭生　1995
- あゝ女学生　早田舜一　1996
- 春画三十六景   1998
- 懐かしき秘本の世界   2000
- 三十路の女   赤石恭生   コイケケイジ   2000
- 背徳と官能　桐生清二　2000
- 上流夫人　赤石恭生　2001
- 愛してはいけない人妻   山野紅子   2001
- 葉月螢写真集「ある劇団女優の裸身」  雨宮功一   2001
- 熟女と人妻　小椋遼　改訂版　2002
- 白き乳房　赤石恭生　改訂版　2002
- 七人の人妻　赤石恭生　2003
- 人妻との秘密　山野紅子　2003
- 女ざかり「四十路」　赤石恭生　2005
- 官能の一夜　桐生清二　2005
- 熟女ひとり旅　新・三十路の女　久保千代子写真集　赤石恭生　2006
- 白い下着の人妻　赤石恭生　2006
- 美しき人妻　赤石恭生　2010
- 栗原みなみ写真集 「セルフエロチシズム」 ※栗原自身によるセルフポートレート写真集 1998 イチフジレーベルでの発売